# Maria Rydlowa
Maria Rydlowa, de domo Trąbka (ur. 26 lutego 1924 w Bronowicach Małych, zm. 17 grudnia 2021) – polska historyk literatury, edytor.

## Życiorys
W czasie II wojny światowej żołnierz AK. Wieloletnia redaktorka krakowskiego Wydawnictwa Literackiego. Autorka wielotomowego opracowania Listów Stanisława Wyspiańskiego (Kraków: Wydawnictwo Literackie, 1979–1998), za które w kwietniu 1995 otrzymała nagrodę Krakowska Książka Miesiąca. Redaktorka licznych publikacji (m.in. Dzienników 1955-1981 Mieczysława Jastruna, Nowel zebranych Władysława Orkana). Była opiekunką „Rydlówki” – Muzeum Młodej Polski w Krakowie. W 2013 r. opublikowała tom wspomnień Moje Bronowice, mój Kraków. 16 maja 2014 została odznaczona Srebrnym Medalem Zasłużony Kulturze Polskiej „Gloria Artis”.
Żona Jacka Rydla, wnuka poety Lucjana Rydla. Matka profesora UJ Jana Rydla.
Została pochowana na cmentarzu w Bronowicach (kwatera: IV B, rząd: płn, miejsce: 9).